# Konkola Blades Football Club
El Konkola Blades Football Club es un club de fútbol zambiano que juega en la Primera División de Zambia, la máxima categoría del fútbol del país.

## Historia
El equipo se fundó en 1956, en la ciudad de Chililabombwe. Los partidos de casa, desde entonces, los juega en el Estadio Konkola. A nivel nacional cuenta con dos títulos, la Copa de Zambia, la cual ganó en 1983 y 1998 —esta última con Benjamin Bwalya como entrenador— y la Segunda División de Zambia en 2005, año desde el cual siempre ha jugado en la primera división del país.

## Entrenadores
- Benjamin Bwalya (1992-1999)
- Fighton Simukonda (1999-2004)
- Kaiser Kalambo (2009-2011)
- Keagan Mumba (2011-2012)
- Beston Chambeshi (2013-2014)
- Enos Silwimba (2014-)

## Palmarés
- Copa de Zambia (2): 1983, 1998
- Segunda División de Zambia (2): 2005, 2021